# 水香洲

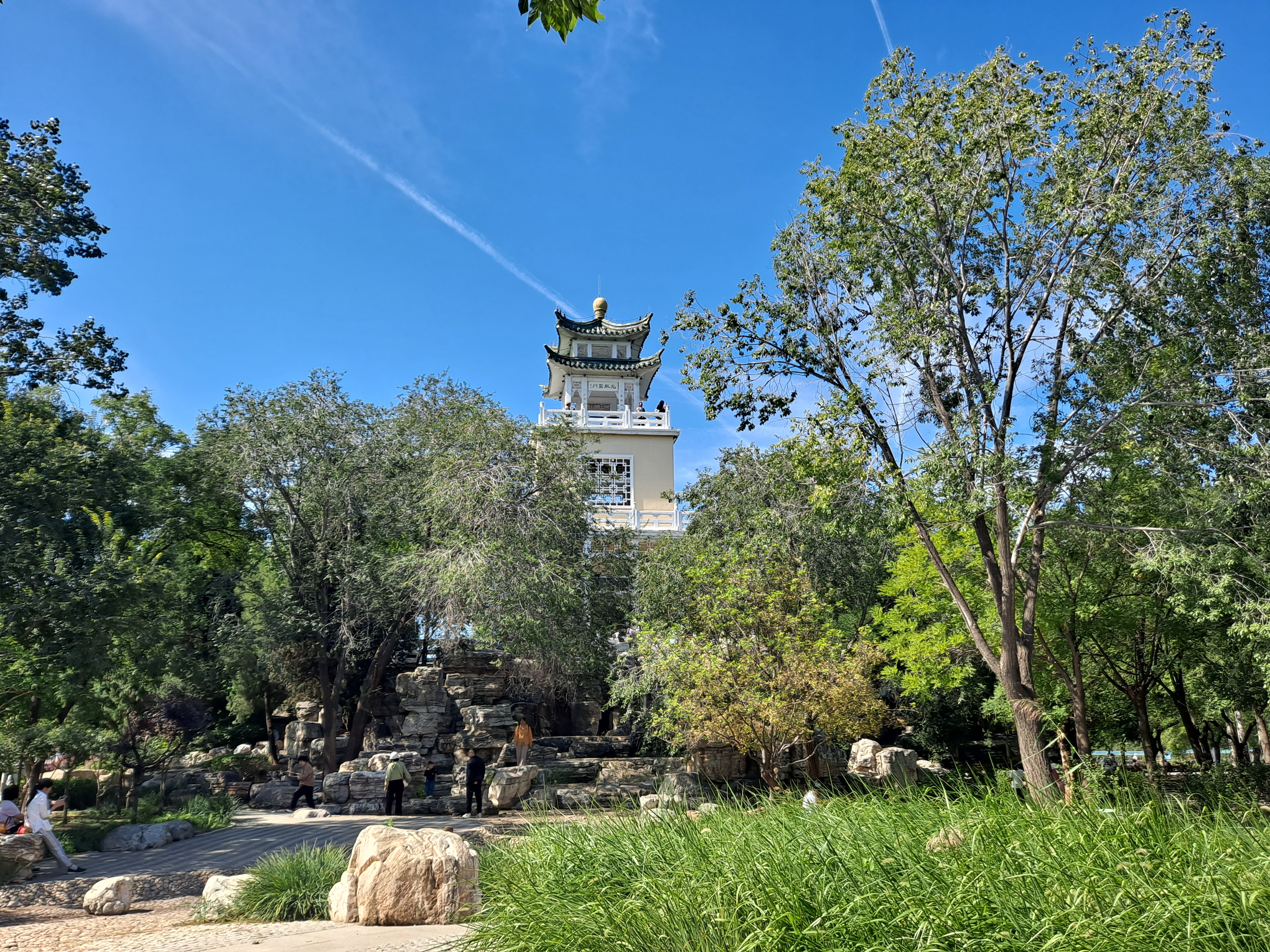
水香洲已不复存在，此处现已建设眺远亭

水香洲，1932年天津乡绅张在天津城南南开大学南部修建的私人园林，是当时天津文人聚会的地方，结有《水香洲酬唱集》。
1938年3月5日，《银线画报》刊载王伯龙撰写的《沽上寻春胜境》提及，水香洲在青龙潭湖西南岸，此处即今天天津水上公园秋岛眺远亭一带。